# 5115 Frimout
Az 5115 Frimout (ideiglenes jelöléssel 1988 CD4) a Naprendszer kisbolygóövében található aszteroida. Eric Walter Elst fedezte fel 1988. február 13-án.